# توماستون (مین)
توماستون (به انگلیسی: Thomaston) یک منطقهٔ مسکونی در ایالات متحده آمریکا است که در شهرستان ناکس، مین واقع شده‌است. توماستون ۲۹٫۷۳ کیلومتر مربع مساحت و ۲٬۷۳۹ نفر جمعیت دارد.